# 林成漢
林成漢（韓語：임성한，1960年8月24日—），大韓民國電視編劇，姓氏或譯為任。1997年以《冤家》參與《MBC Best劇場》劇本徵募獲選，首次進入電視圈。大部分的作品都因高收視率而有相當人氣，而且其體裁與豐富的元素也引起熱烈討論。2015年其宣佈在創作10部電視劇後正式引退，直至2021年以Phoebe（피비）為筆名復出。
林成漢執筆之長篇劇集，從1998年的《看了又看》開始，除了《新妓生傳》、《結婚作詞，離婚作曲》以外皆為五字諺文，並經常使用《姿態》與《手勢》作為預定劇名。

## 個人生活
丈夫是曾於《老天爺啊！給我愛》、《阿峴洞夫人》與《新妓生傳》共事過的孫文權導演，但孫導在2012年1月自殺身亡。姪女則為演出林成漢多部作品的白玉丹。

## 主要作品
| 年份    | 電視台 | 檔期         | 作品                   | 單集最高收視率 （AGB尼爾森）                       | 備註                 |
| ------- | ------ | ------------ | ---------------------- | -------------------------------------------------- | -------------------- |
| 1990    | KBS    | Drama Game   | 《站在迷宮中》         |                                                    | 以本名「林英蘭」執筆 |
| 1994    | KBS    | Drama Game   | 《夏娃的叛亂》         |                                                    | 以本名「林英蘭」執筆 |
| 1997    | MBC    | 最佳劇場     | 《索羅門盜賊》         |                                                    |                      |
| 1997    | MBC    | 最佳劇場     | 《冤家》               |                                                    |                      |
| 1997    | MBC    | 最佳劇場     | 《性感、謊言與性格差》 |                                                    | 筆名：林香蘭         |
| 1997    | MBC    | 最佳劇場     | 《丈夫妻子》           |                                                    |                      |
| 1998-99 | MBC    | 日日連續劇   | 《看了又看》           | 57.3%                                              |                      |
| 1999    | MBC    | Best劇場     | 《暗自流下眼淚》       |                                                    |                      |
| 2000-01 | MBC    | 日日連續劇   | 《白痴王子》           | 35%                                                |                      |
| 2002-03 | MBC    | 日日連續劇   | 《人魚小姐》           | 47.9%                                              |                      |
| 2004-05 | MBC    | 日日連續劇   | 《花王仙女》           | 25.4%                                              | 第1－101集           |
| 2005-06 | SBS    | 週末劇場     | 《老天爺啊！給我愛》   | 44.9%                                              |                      |
| 2007-08 | MBC    | 日日連續劇   | 《阿峴洞夫人》         | 24.2%                                              |                      |
| 2009-10 | MBC    | 週末特別企劃 | 《寶石拌飯》           | 25.1%                                              |                      |
| 2011    | SBS    | 週末特別企劃 | 《新妓生傳》           | 28.3%                                              |                      |
| 2013    | MBC    | 日日連續劇   | 《歐若拉公主》         | 20.2%                                              |                      |
| 2014-15 | MBC    | 日日特別企劃 | 《狎鷗亭白夜》         | 16.3%                                              |                      |
| 2021-22 | TV朝鮮 | 週末迷你劇   | 《結婚作詞，離婚作曲》 | 9.656%（第一季）16.582%（第二季）10.395%（第三季） | 共3季；筆名：Phoebe  |
| 2023    | TV朝鮮 | 週末迷你劇   | 《榴蓮小姐》           | 8.103%                                             | 筆名：Phoebe         |

## 收視率
林成漢編劇的大部分作品都有很大的人氣。第一部長劇《看了又看》第一集收視率15.7%，最後一集收視率57.3%，是至今歷代日日劇收視率最高紀錄。因為林成漢的作品，改變往常總是由KBS收視率占上風的優勢，自此該優勢被MBC日日連續劇短暫取代。第二部長劇《白痴王子》第一集收視率13.4%，與當時KBS競爭作品《好事怎麼辦》的37.5%互相競爭，播出一個月後達到26.5%，之後收視率更追上競爭作品，以最高收視率35%收播。後續作品《人魚小姐》（47.9%）、《花王仙女》（25.4%）、《老天爺啊！給我愛》（44.9%）、《阿峴洞夫人》（24.2%）、《寶石拌飯》（25.8%）、《新妓生傳》（28.3%）與《歐若拉公主》（20.2%）等均取得20%以上的收視。
2021年的復出作《結婚作詞，離婚作曲》，於第2季錄得16.582%的收視，創下TV朝鮮電視劇最高收視紀錄，位居當時綜合編成頻道電視劇歷代收視第3名，後被《財閥家的小兒子》、《車貞淑醫生》超越而下跌至第5名。

## 獲獎
- 1997年：Best劇場（朝鲜语：MBC 베스트극장）劇本徵募獲選（《冤家（朝鲜语：웬수）》）
- 1998年：MBC演技大賞－TV電視劇作家部門特別賞（《看了又看（朝鲜语：보고 또 보고）》）
- 2002年：MBC演技大賞－電視劇作家賞（《人魚小姐》）

## 爭議
林成漢編劇的《歐若拉公主》及《狎鷗亭白夜》被指違背倫理及過度暴力而引發爭議，而後者更被韓國廣播通信審議委員會下達停播處罰，若不作出修改，電視台將無法重播。而MBC電視台於2015年表示不會再跟林成漢簽約。